# Brachycereus nesioticus
Genre
Espèce
Classification APG III (2009)
Statut de conservation UICN

 LC  : Préoccupation mineure
Statut CITES
Brachycereus est un genre monotypique (c'est-à-dire ne comportant qu'une espèce) de la famille des cactus.
Il est originaire de l'île Bartolomé sur l'archipel des îles Galápagos où il colonise les champs de lave. Pour cette raison, il est parfois appelé Lava cactus.
Le nom du genre vient du grec ancien « brakhus » (=court) et du latin « cereus » (=cierge).
Le nom de l'espèce vient du grec ancien « nesios » (=île)

## Taxonomie
Le genre ne comporte qu'une espèce : Brachycereus nesioticus K.Schum. Backeb., 1935
Synonyme : Cereus nesioticus K.Schum., 1902

## Description
La plante forme de grosses tiges plus ou moins dressées jusqu'à 60 cm de haut poussant en buissons et couvertes d'épines.
Les tiges ont un diamètre de 3 à 5 cm avec de 16 à 22 côtes couvertes d'épines plutôt souples de 0,5 à 5 cm de long.
Les nouvelles pousses sont jaunes, puis tournent au marron et au gris avec l'age.
Les fleurs d'un blanc crémeux apparaissent très tôt le matin et sont déjà fanées à 8 heures. Elles mesurent de 6 à 11 centimètres de long et de 2 à 5,5 cm de diamètre.